# مبادرة كلمة سواء
مبادرة كلمة سواء بدأت كرسالة مفتوحة كتبها بتاريخ 13 أكتوبر 2006 مجموعة من دعاة الإسلام إلى كبار رجال الدين المسيحي بعد شهر من خطاب لبابا الفاتيكان اعتبره المسلمون لا يليق بالاحترام المفترض بين الإسلام والمسيحية، لتؤسس بذلك مبادرة برعاية مؤسسة آل البيت للفكر الإسلامي بالأردن بالتنسيق مع مؤسسة طابة بأبوظبي تدعو للسلام والتعايش بين المسلمين والمسيحيين، وتدعو لإيجاد أرضية مشتركة بين المعتقدين قائمة على وصيتين، حب الله، وحب الجوار، حيث يتم عقد لقاءات دورية لتفعيل الحوار الإسلامي المسيحي.

## خلفية
الرسالة هي رسالة تالية لأخرى كتبت في 2006 كرد على البابا بندكت السادس عشر في محاضرته في جامعة ريغنسبورغ بتاريخ 12 سبتمبر 2006، وفيها أن البابا وصف العنف الممارس باسم الإيمان أمرا غير منطقي، واقتبس من انتقادات حادة للإسلام على لسان الإمبراطور البيزنطي مانويل الثاني باليولوغس، وفيما أكد البابا أن الاقتباس لا يمثل وجهة نظره الشخصية، استنكر العالم الإسلامي ما قام البابا باقتباسه. وفي الشهر التالي قام 38 عالما دينيا مسلما يمثلون كافة فروع الإسلام بالرد على البابا في رسالة مفتوحة باسم «رسالة مفتوحة إلى البابا» بتاريح 13 أكتوبر 2006. أما رسالة كلمة سواء بيننا وبينكم، فقد شارك فيها 138 شخصية إسلامية، وتدعو الرسالة لنشر حوار عقائدي مشترك والإعلان عن الأرض المشتركة بين الإسلام والمسيحية.

## أهداف المشروع
يهدف المشروع إلى:
- تحديد أرضية مشتركة يُبنى عليها الحوار والعلاقات بين المسلمين والمسيحيين.
- ترسيخ قيم الحوار والتفاهم والتسامح والاحترام المتبادل بين المسلمين والمسيحيين
- تحقيق السلام العالمي والتعايش بوئام بين سائر البشر والاحترام المتبادل للرموز المقدّسة للأديان.

## ألمانيا تكرم مبادرة كلمة سواء
في مبادرة تترجم التفاعل الإيجابي من جانب المنظمات والهيئات العالمية منحت مؤسسة أوجن بيسر في ولاية بافاريا الألمانية جائزتها السنوية لمبادرة “كلمة سواء” التي أطلقها عدد من علماء المسلمين في 13 أكتوبرالعام الماضي ووجهوها إلى الكنائس المسيحية في إطار حضاري يعزز التواصل بين الأديان وترسيخ قيم السلام والعدل والمساواة بين البشر. وقد منحت مؤسسة مؤسسة أوجن بيسر جائزتها إلى كل من فضيلة الشيخ الدكتور مصطفى سيرتش وفضيلة الداعية الإسلامي الحبيب علي زين العابدين الجفري مؤسس ومدير عام مؤسسة طابة للدراسات الإسلامية في أبوظبي والأمير غازي بن محمد بن طلال رئيس مؤسسة آل البيت للفكر الإسلامي الذين شاركوا مشاركة فعالة في إعداد الرسالة المفتوحة الموجه إلى الكنائس المسيحية بعنوان (كلمة سواء بيننا وبينكم) منحت جائزة أوجن بيسر تقديرًا للمساهمة الفائقة التي قدموها للحوار الإسلامي المسيحي وما بذلوه من جهود مباركة في سبيل السلام بين الشعوب.

## المخاطبون
الرسالة خاطبت البابا بندكت السادس عشر، بطريرك الكنيسة الكاثوليكية أكبر الطوائف المسيحية في العالم، كما خاطبت قادة المعتقدات الأخرى ومن بينهم روان ويليامز كبير أساقفة كانتربري زعيم الكنيسة الإنجليكانية بإنجلترا، والذي أثار جدلا بعدم استبعاده إمكانية تطبيق الشريعة الإسلامية لخدمة المسلمين في بريطانيا.

## الموقعون
وقع على الرسالة 138 شخصية من كبار الشخصيات الإسلامية من مختلف المذاهب، من بينهم أكاديميون ومفكرون وعلماء دين ووزراء.
1. الأستاذ إبراهيم أحمد شبوح. المدير العام لمؤسسة آل البيت الملكية للفكر الإسلامي؛ رئيس جمعية صيانة مدينة القيروان، تونس
2. القاضي ابراهيم كولابو سولو جامباري. قاضي محكمة الاستئناف في نيجيريا؛ نائب رئيس اتحاد كرة القدم النيجيري
3. الدكتور إبراهيم كالن. مدير مؤسسة “سيتا”، أنقرة، تركيا؛ أستاذ مساعد في جامعة جورجتاون، الولايات المتحدة الأمريكية
4. الشيخ أبو بكر أحمد الملباري. الأمين العام لرابطة أهل السنة، الهند
5. آية الله السيد أبو القاسم الديباجي. إمام مسجد زين العابدين، الكويت
6. الأستاذ الدكتور أحمد شوقي بنبين. مدير الخزانة الحسنية، المغرب
7. الشيخ الدكتور أحمد بدر الدين حسون. المفتي العام للجمهورية العربية السورية
8. الشيخ أحمد بن حمد الخليلي. مفتي سلطنة عُمان
9. الشيخ أحمد بن سعود السيابي. الأمين العام في مكتب المفتي العام لسلطنة عُمان
10. الشيخ الدكتور أحمد عبد العزيز الحداد. كبير المفتين في دائرة الشؤون الإسلامية والعمل الخيري في دبي، الإمارات العربية المتحدة
11. الأستاذ الدكتور الشيخ أحمد محمد الطيب. رئيس جامعة الأزهر؛ المفتي العام السابق لجمهورية مصر العربية
12. الشيخ الدكتور أحمد الكبيسي. مؤسس هيئة العلماء، العراق
13. الشيخ أحمد محمد مطيع تميم. رئيس الإدارة الدينية لمسلمي أوكرانيا ومفتي أوكرانيا
14. الأستاذ الدكتور أحمد مطلوب. وزير الثقافة الأسبق؛ رئيس المجمع العلمي العراقي بالوكالة، العراق
15. الأستاذ الدكتور الشيخ أحمد هليل. قاضي القضاة في الأردن، وإمام الحضرة الهاشمية؛ وزير الأوقاف والشؤون والمقدسات الإسلامية السابق، الأردن
16. الأستاذ الدكتور أختر الواسع. مدير معهد ذاكر حسين للدراسات الإسلامية، جامعة جمعية الملة الإسلامية، الهند
17. السفير الأستاذ الدكتور أكبر أحمد. أستاذ كرسي ابن خلدون للدراسات الإسلامية، الجامعة الأمريكية في واشنطن العاصمة، الولايات المتحدة الأمريكية
18. الأستاذ الدكتور أكمل الدين إحسان أوغلي. الأمين العام لمنظمة المؤتمر الإسلامي
19. الأستاذ الدكتور ألان جودلاس. الرئيس المشارك للدراسات الإسلامية، جامعة جورجيا، الولايات المتحدة الأمريكية؛ رئيس تحرير “أخبار الصوفية” و”التقرير العالمي عن الصوفية”؛ مدير “صوفيون دون حدود”
20. شيخ الإسلام الدكتور الله شكر بن همت باشا زاده. المفتي العام لأذربيجان، و رئيس إدارة مسلمي القفقاز
21. الأستاذة الدكتورة إنجريد ماتسون. أستاذة الدراسات الإسلامية والعلاقات المسيحية – الإِسلامية؛ مديرة برنامج المشيخة الإسلامية، كلية هارتفورد للدراسات الدينية؛ رئيسة الجمعية الإسلامية لأمريكا الشمالية، الولايات المتحدة الأمريكية
22. الدكتور أنس الشيخ علي. رئيس مجلس أمناء جمعية علوم الاجتماع الإسلامية، رئيس منتدى مكافحة العنصرية ضد المسلمين، مستشار أكاديمي في المعهد الدولي للفكر الإسلامي، المملكة المتحدة
23. الدكتور أنور إبراهيم. نائب رئيس الوزراء السابق في ماليزيا؛ الرئيس الفخري لهيئة المُسَاءلة
24. الأستاذ الدكتور أيمن فؤاد سيّد. مؤرخ وخبير مخطوطات؛ المدير العام السابق لدار الكتب المصرية، القاهرة، مصر
25. الأستاذ الدكتور بشار عوّاد معروف. الرئيس السابق للجامعة الإسلامية، العراق
26. الأستاذ الدكتور بوعبد الله بن الحاج محمد آل غلام الله. وزير الشؤون الدينية، الجزائر
27. القاضي الأمير بولا أجيبولا. القاضي السابق في محكمة العدل العليا العالمية؛ الوزير السابق للعدل في نيجيريا؛ النائب العام السابق في نيجيريا؛ مؤسس جامعة الهلال، ومؤسس الحركة الإسلامية في إفريقيا
28. الشيخ الدكتور تيسير رجب التميمي. قاضي قضاة فلسطين؛ رئيس المركز الفلسطيني لحوار الأديان والحضارات
29. الدكتور جانر دغلي. أستاذ مساعد، كلية روانوك، الولايات المتحدة الأمريكية
30. الدكتور جان – لوي ميشون. مؤلف؛ باحث إسلامي؛ مهندس معماري؛ خبير سابق باليونسكو، سويسرا
31. السيد جواد الخوئي. الأمين العام، مؤسسة الإمام الخوئي العالمية
32. الدكتور جوزيف لمبارد. أستاذ مساعد، جامعة برانديس، الولايات المتحدة الأمريكية
33. الأستاذ الدكتور الحافظ يوسف كافاكشي. الباحث المقيم، الرابطة الإسلامية لشمالي تكساس؛ مؤسس ومدرس في أكاديمية القرآن التابعة للرابطة الإسلامية لشمالي تكساس؛ العميد المؤسس للمعهد الديني الصوفة، دالاس، تكساس، الولايات المتحدة الأمريكية
34. الأستاذ الدكتور حسن حنفي. مفكر إسلامي، أستاذ في قسم الفلسفة، جامعة القاهرة، مصر
35. الشيخ السيد حسن السقّاف. مدير دار الإمام النووي، الأردن
36. المهندس سيد حسن شريعتمداري. زعيم الحزب الجمهوري الوطني الإيراني
37. الشيخ الدكتور حسين حسن أبكر. إمام المسلمين ورئيس المجلس الأعلى للشؤون الإسلامية في تشاد
38. آية الله الشيخ حسين المؤيد. رئيس ومؤسس منتدى المعرفة، بغداد، العراق
39. الأستاذ الدكتور السيد حسين نصر. أستاذ الدراسات الإسلامية، جامعة جورج واشنطن، واشنطن العاصمة، الولايات المتحدة الأمريكية
40. آية الله الفقيه السيد حسين إسماعيل الصدر. بغداد، العراق
41. الشيخ حمزه يوسف هانسون. مؤسس ومدير معهد الزيتونة، كاليفورنيا، الولايات المتحدة الأمريكية
42. الشيخ راوي عين الدين. المفتي العام لجمهورية روسيا
43. الأستاذ الدكتور روزمير محمود تشيهاييتش. الأستاذ في جامعة سراييفو؛ رئيس المنتدى العالمي في البوسنة؛ نائب الرئيس السابق لحكومة البوسنة والهرسك
44. الدكتور سيد رضا شاه كاظمي. مؤلف وباحث إسلامي، المملكة المتحدة
45. الأستاذ الدكتور زغلول النجار. الأستاذ في جامعة الملك عبد العزيز، جدّة، المملكة العربية السعودية؛ رئيس لجنة الحقائق العلمية في القرآن الكريم، المجلس الأعلى للشؤون الإسلامية، مصر
46. إمام زيد شاكر. عالم مقيم ومحاضر في مؤسسة الزيتونة، كاليفورنيا، الولايات المتحدة الأمريكية
47. الشيخ سالم يوسف الفلاحات. المراقب العام للإخوان المسلمين، الأردن
48. الشيخ سعيد حجاوي. الباحث الرئيسي، مؤسسة آل البيت الملكية للفكر الإسلامي؛ المفتي العام السابق للمملكة الأردنية الهاشمية
49. الأستاذ الدكتور سعيد هبة الله كاميليف. مدير معهد الحضارة الإسلامية، موسكو، الاتحاد الروسي
50. الشيخ سفكي عمر باستش. مفتي عام كرواتيا
51. الأستاذ الدكتور سليمان عبد الله شلايفر. أستاذ الشرف، الجامعة الأمريكية في القاهرة
52. الأستاذ سهيل ناخودا. رئيس تحرير مجلة إسلاميكا الدولية
53. فيهين داتؤ حاج سهيلي بن حاج محيي الدين. نائب المفتي العام لسلطنة بروناي
54. الأستاذ الدكتور شاكر الفحّام. رئيس مجمع اللغة العربية، دمشق؛ وزير التربية والتعليم السابق، سوريا
55. دولة الإمام السيد الصادق المهدي. رئيس وزراء السودان الأسبق؛ رئيس حزب الأنصار، السودان
56. الدكتور طارق سويدان. مدير عام قناة الرسالة الفضائية
57. الأستاذ الدكتور طه عبد الرحمن. رئيس منتدى الحكمة للمفكرين والباحثين، المغرب؛ مدير مجلة الأمة الوسط، الاتحاد العالمي لعلماء المسلمين
58. الدكتورة طيبة حسن الشريف. مسؤولة الحماية الدولية، مكتب المفوض السامي لشؤون اللاجئين التابع للأمم المتحدة، دارفور، السودان
59. السفير عارف كمال. مفكر إسلامي، باكستان
60. الأستاذ الدكتور عارف علي نايض. الأستاذ السابق في المعهد البابوي للدراسات العربية والإسلامية (روما)؛ الأستاذ السابق في المعهد العالمي للفكر والحضارة الإسلامية، ماليزيا؛ المستشار الرئيسي لبرنامج حوار الأديان في جامعة كمبردج في كلية اللاهوت، المملكة المتحدة
61. الأستاذ الدكتور عباس الجراري. مستشار ملك المغرب
62. الأستاذ الدكتور العلاّمة الشيخ عبد الله بن محفوظ بن بيّه. الأستاذ في جامعة الملك عبد العزيز، المملكة العربية السعودية؛ وزير العدل السابق، ووزير التربية والتعليم السابق ووزير الشؤون الدينية السابق في موريتانيا؛ نائب رئيس الاتحاد العالمي لعلماء المسلمين؛ رئيس ومؤسس المركز العالمي للتجديد والإرشاد
63. الأستاذ الدكتور عبد الله يوسف الغنيم. رئيس مركز البحوث والدراسات الكويتية؛ وزير التربية والتعليم السابق، الكويت
64. الشيخ الدكتور عبد الحكيم مراد ونتر. أستاذ كرسي الشيخ زايد في الدراسات الإسلامية، كلية اللاهوت، جامعة كمبردج؛ مدير الوقف الأكاديمي الإسلامي، المملكة المتحدة
65. الدكتور داتؤ عبد الحميد عثمان. وزير الدولة ومستشار رئيس وزراء ماليزيا للشؤون الإسلامية
66. الأستاذ الدكتور عبد السلام العبّادي. رئيس جامعة آل البيت، ووزير الأوقاف والشؤون والمقدسات الإسلامية سابقاً
67. الدكتور عبد العزيز بن عثمان التويجري. المدير العام للمنظمة الإسلامية للتربية والعلوم والثقافة (إيسيسكو)
68. الدكتور الشيخ عبد القدوس أبو صلاح. رئيس الاتحاد العالمي للأخلاق الإسلامية؛ ورئيس تحرير مجلة الأخلاق الإسلامية، الرياض، المملكة العربية السعودية
69. الأستاذ الدكتور عبد الكبير العلوي المدغري. وزير الشؤون الدينية السابق؛ المدير العام لوكالة بيت مال القدس الشريف، المغرب
70. الأستاذ الدكتور عبد الكريم خليفة. رئيس مجمع اللغة العربية الأردني؛ الرئيس الأسبق للجامعة الأردنية
71. الأستاذ الدكتور عبد الكريم غرايبة. مؤرخ وعضو مجلس الأعيان، الأردن
72. الأستاذ عبد الوهاب بن إبراهيم أبو سليمان. عضو هيئة كبار العلماء في المملكة العربية السعودية
73. الرئيس عبد الوهاب إياندا فولاوييو. عضو المجلس الأعلى للشؤون الإسلامية في نيجيريا؛ نائب رئيس جماعة نصر الإسلام
74. السفير الأستاذ الدكتور عبد الهادي التازي. عضو أكاديمية المملكة المغربية
75. الدكتورة عبله محمد الكحلاوي. مؤلفه ؛ عميد كلية الدراسات الإسلامية والعربية للبنات، بورسعيد؛ أستاذ الشريعة الإسلامية بكلية الدراسات الإسلامية والعربية، جامعة الأزهر
76. الشيخ الدكتور عز الدين إبراهيم. مستشار للشؤون الثقافية في رئاسة الوزراء، الإمارات العربية المتحدة
77. الشيخ عز الدين الخطيب التميمي. عضو مجلس الأعيان؛ قاضي القضاة السابق في الأردن؛ الوزير الأسبق للأوقاف والشؤون والمقدسات الإسلامية والمفتي العام الأسبق للملكة الأردنية الهاشمية
78. الأستاذ الدكتور عز الدين عمر موسى، أستاذ التاريخ الإسلامي، جامعة الملك سعود، المملكة العربية السعودية
79. الدكتور عصام البشير. الأمين العام للمركز العالمي للوسطية، الكويت؛ وزير الشؤون الدينية السابق في السودان
80. الشيخ الدكتور عكرمة سعيد صبري. المفتي العام السابق للقدس وعموم فلسطين؛ إمام المسجد الأقصى المبارك السابق؛ رئيس المجلس الإسلامي الأعلى، فلسطين
81. الأستاذ الدكتور علي أوزاك. رئيس وقف دراسات العلوم الإسلامية، إستانبول، تركيا
82. الشيخ الأستاذ الدكتور علي جمعة. المفتي العام لجمهورية مصر العربية السابق وعضو هيئة كبار العلماء بمصر
83. الشيخ الحبيب علي زين العابدين الجفري. المدير العام ومؤسس مؤسسة طابة، الإمارات العربية المتحدة
84. الأستاذ الدكتور علي عبد الله الشملان. المدير العام لمؤسسة الكويت للتقدم العلمي؛ الوزير الأسبق للتعليم العالي، الكويت
85. الشيخ السيد علي بن عبد الرحمن الهاشم. مستشار رئيس الدولة للشؤون القضائية والدينية، الإمارات العربية المتحدة
86. الشيخ الحبيب علي المشهور بن محمد بن حفيظ. مفتي تريم، اليمن
87. الأستاذ الدكتور عمّار الطالبي. العضو السابق في البرلمان الجزائري؛ أستاذ الفلسفة في جامعة الجزائر
88. الدكتور عمر جاه. أمين سر مجلس العلماء المسلمـــين، جامبيــــا؛ أستــــاذ الحضارة الإسلاميــــة والفكر الإسلامـــي، جامعة جامبيا
89. الشيخ الحبيب عمر بن محمد بن حفيظ. عميد دار المصطفى للدراسات الإسلامية، اليمن
90. الأستاذ عمرو خالد. داعية إسلامي وواعظ وإعلامي، مؤسس رئيس مؤسسة البداية الموفقة الدولية
91. الأستاذ الدكتور صاحب الالملكي الأمير غازي بن محمد بن طلال. المبعوث الشخصي والمستشار الخاص لجلالة الملك عبد الله الثاني المعظم؛ رئيس مجلس أمناء مؤسسة آل البيت الملكية للفكر الإسلامي، الأردن
92. الأستاذ الدكتور فاروق حمادة. أستاذ التعليم العالي في جامعة محمد الخامس، المغرب
93. الإمام فيصل عبد الرؤوف. مؤسس ورئيس مجلس أمناء مبادرة قرطبة، مؤسس الجمعية الأمريكية لتطور مسلمي أمريكا، إمام مسجد الفرح في نيويورك، الولايات المتحدة الأمريكية
94. الأستاذ الدكتور كامل العجلوني. رئيس المركز الوطني للسكري والغدد الصم والوراثة؛ الرئيس المؤسس لجامعة العلوم والتكنولوجيا الأردنية؛ الوزير السابق للصحة، والعضو السابق في مجلس الأعيان، الأردن
95. الشيخ كبير هلمنسكي. شيخ الطريقة المولوية؛ المدير المشارك لمؤسسة الكتاب في الولايات المتحدة الأمريكية
96. الدكتور لطيف أولاديميجي أديجبايت. الأمين العام بالوكالة والمستشار القانوني، المجلس الأعلى للشؤون الإسلامية، نيجيريا
97. الدكتور محمد بشاري. رئيس الفيدرالية العامة لمسلمي فرنسا؛ والأمين العام للمؤتمر الإسلامي الأوروبي، فرنسا؛ وعضو المجمع العالمي للفقه الإسلامي
98. العلاّمه القاضي المفتي محمد تقي عثماني. نائب رئيس دار العلوم، كراتشي، الباكستان
99. صاحب الالملكي السلطان محمد سعد أبابكر. السلطان العشرون لسوكوتو؛ زعيم مسلمي نيجيريا
100. الأستاذ الدكتور العلاّمة الشيخ محمد سعيد رمضان البوطي. عميد كلية الشريعة، جامعة دمشق، سوريا
101. الدكتور محمد علواني الشريف. رئيس الأكاديمية الأوروبية للثقافة والعلوم الإسلامية، بوركسل، بلجيكيا
102. الدكتور محمد عبدا لغفار الشريف. أمين عام الأمانة العامة للأوقاف، الكويت
103. آية الله الشيخ محمد علي تسخيري. الأمين العام للمجمع العالمي للتقريب بين المذاهب الإسلامية، إيران
104. الأستاذ الدكتور محمد عبد الرحيم سلطان العلماء. نائب عميد البحث العلمي، جامعة الإمارات العربية المتحدة، الإمارات العربية المتحدة
105. الأستاذ الدكتور محمد سليم العوّا. الأمين العام للاتحاد العالمي لعلماء المسلمين؛ رئيس الرابطة المصرية للثقافة والحوار
106. الأستاذ محمد السمّاك. الأمين العام للجنة الوطنية الإسلامية – المسيحية للحوار؛ الأمين العام للقمة الروحية الإسلامية، لبنان
107. الأستاذ الدكتور محمد بن شريفة. رئيس جامعة وجدة السابق، المغرب؛ عضو أكاديمية المملكة المغربية
108. الشيخ محمد صادق محمد يوسف. المفتي العام السابق للإدارة الدينية الإسلامية لآسيا الوسطى، أوزبكستان؛ مفسر القرآن الكريم ومترجم معاني القرآن الكريم إلى اللغة الأوزبكية
109. الشيخ محمد حسن عسيران. المفتي الجعفري لصيدا والزهراني، لبنان
110. العلاّمة السيد محمد بن محمد المنصور. مرجع الزيدية، اليمن
111. السيد علي الخاني. مؤسس ورئيس تحرير مجلة سيكرِيدْ ويبْ: مجلة للأصالة والمعاصرة، كندا
112. الأستاذ الدكتور محمد المختار ولد أباه. رئيس جامعة شنقيط العصرية، موريتانيا
113. الأستاذ الدكتور محمد فاروق النبهان. المدير السابق لدار الحديث الحسنية، المغرب
114. الشيخ محمد نور عبد الله. نائب رئيس المجلس الفقهي لأمريكا الشمالية، الولايات المتحدة الأمريكية
115. الأستاذ الدكتور محمد هاشم كمالي. عميد المعهد العالمي للفكر والحضارة الإسلامية، والأستاذ في المعهد، الجامعة الإسلامية العالمية، ماليزيا
116. الشيخ محمود المدني. الأمين العام لجمعية علماء الهند، وعضو البرلمان الهندي، الهند
117. الأستاذ الدكتور مدّثر عبد الرحيم الطيّب. أستاذ العلوم السياسية والدراسات الإسلامية في المعهد العالمي للفكر والحضارة الإسلامية، ماليزيا
118. السفير الدكتور مراد هوفمان. كاتب ومفكر إسلامي، ألمانيا
119. الأستاذ الدكتور مزّمل صدّيقي / نيابةً عن جميع أعضاء المجلس الفقهي لأمريكا الشمالية. باحث إسلامي وأستاذ شريعة؛ رئيس المجلس الفقهي لأمريكا الشمالية، الولايات المتحدة الأمريكية
120. الأستاذ الدكتور مصطفى تسيريتش. المفتي العام ورئيس العلماء، للبوسنة والهرسك
121. آية الله الأستاذ الدكتور سيد مصطفى محقق داماد. عميد دائرة الدراسات الإسلامية، أكاديمية العلوم في إيران؛ أستاذ القانون والفلسفة الإسلامية، جامعة طهران؛ عضو أكاديمية العلوم الإيرانية؛ المفتش العام السابق في إيران
122. الأستاذ الدكتور مصطفى شاغريجي. مفتي إستانبول، تركيا
123. الأستاذ الدكتور مصطفى الشريف. مفكر إسلامي؛ الوزير السابق للتعليم العالي والسفير السابق، الجزائر
124. الشيخ معمّر زاكوليتش. مفتي سنجق، البوسنة
125. الشيخ نزداد جرابوس. مفتي عام سلوفينيا
126. الأستاذ الدكتور نصر الدين عمر. رئيس المعهد للدراسات القرآنية المتقدمة؛ أمين عام مجلس شورى نهضة العلماء؛ أستاذ في كلية أصول الدين في جامعة شريف هداية الله الإسلامية الحكومية، جاكرتا، إندونيسيا ؛ المدير العام للتوجيه الإسلامي في وزارة الشؤون الدينية
127. الشيخ نعيم ترنافا. مفتي عام كوسوفو
128. السيد نهاد عوض. المدير التنفيذي الوطني والمؤسس المشارك لمجلس العلاقات الأمريكية – الإسلامية، الولايات المتحدة الأمريكية
129. الشيخ الدكتور نوح علي سلمان القضاة. المفتي العام للمملكة الأردنية الهاشمية
130. الشيخ نوح حاميم كلر. شيخ في الطريقة الشاذلية، الولايات المتحدة الأمريكية
131. الأستاذ الدكتور الهادي البكوش. رئيس وزراء تونس الأسبق، كاتب ومؤلف
132. الشيخ السيد هاني فحص. عضو اللجنة الشرعية في المجلس الشيعي الأعلى، لبنان؛ عضو مؤسس في اللجنة العربية للحوار الإسلامي – المسيحي، واللجنة الدائمة للحوار اللبناني
133. الأستاذ الدكتور هشام نشابة. رئيس مجلس إدارة المعاهد العليا وعميد التربية والتعليم في جمعية المقاصد الخيرية الإسلامية، لبنان
134. الأستاذ الدكتور الشيخ وهبة مصطفى الزحيلي. رئيس قسم الفقه الإسلامي ومذاهبه، كلية الشريعة، جامعة دمشق، سوريا
135. إمام يحيى سيرجيو ياهي بالافيشيني. نائب رئيس جمعية كوريس، إيطاليا؛ رئيس مجلس الإيسيسكو للتربية والثقافة في الغرب؛ مستشار الشؤون الإسلامية لوزير الداخلية الإيطالي
136. الأستاذ الدكتور يحيى محمود بن جنيد. الأمين العام لمركز الملك فيصل للبحوث والدراسات الإسلامية، المملكة العربية السعودية
137. الحاج يوسف مايتما سولي. مندوب نيجيريا الدائم في الأمم المتحدة سابقاً؛ وزير الإرشاد القومي السابق في نيجيريا
138. الدكتور يوسف مرعي. الباحث الخاص المقيم في مؤسسة آل البيت الملكية للفكر الإسلامي، الأردن

## وصلات خارجية
- الموقع الرسمي لرسالة كلمة سواء بيننا وبينكم